# Tolgo il disturbo
Tolgo il disturbo è un film italiano del 1990 diretto da Dino Risi.

## Trama
Augusto Scribani, ex direttore di banca, esce dalla clinica psichiatrica dov'era ricoverato dopo 18 anni e mezzo. Ad accoglierlo alla stazione troverà sua nuora Carla che lo porterà nella casa in cui vive con la figlia Rosa di nove anni, il suo nuovo compagno Giorgio e la figlia di lui, Deborah, dodicenne. Il padre naturale di Rosa, Eugenio Scribani, ha divorziato da Carla anni prima e ora vive lontano.
La casa è tuttora di proprietà di Augusto, ma dopo diciotto anni l'uomo viene visto come un intruso, soprattutto da Deborah, alla quale è stata tolta la cameretta per ospitarvi il nuovo inquilino. Fin dalla prima sera Augusto si trova a fare i conti con il carattere ribelle e spocchioso di Deborah, la cui madre è una tossicodipendente, in netto contrasto con il carattere dolce di Rosa, spesso bistrattata anche dalla madre. Tra Rosa e Augusto si stabilisce un buon rapporto e, nonostante lui non voglia essere chiamato nonno, comincia a comportarsi come tale, difendendola dalle prese in giro della sorellastra e dalle incomprensioni con sua madre Carla.
Accompagnato nella sua vecchia banca per pagare delle bollette, Augusto viene riconosciuto da alcuni suoi impiegati, i quali mostrano nei suoi confronti ancora un grande rispetto, nonostante i motivi per i quali venne allontanato e ricoverato. Proprio la sua vecchia segretaria, Margherita gli mostra il suo vecchio ufficio e riaccompagnandolo a casa gli racconta alcuni episodi dell'epoca, come la volta in cui lui irruppe nel suo ufficio accusandola di tenere la radio ad un volume troppo alto. Augusto quella volta ebbe una reazione collerica, rompendo un posacenere a terra, ma ammette che a distanza di tanti anni a volte sente ancora quella musica, il Valzer dei pattinatori. Proprio durante il tragitto sente di nuovo la musica, senza tuttavia avere reazioni scomposte come diciott'anni prima. Invece di riaccompagnarlo Margherita lo invita a casa propria, dove rivela al suo ex direttore di essere sempre stata profondamente innamorata di lui, e gli offre la propria casa e il proprio amore: Augusto, confuso e spaventato da tanto ardore, decide di fuggire da Margherita.
Durante un ricevimento in casa Augusto irrompe in pigiama cercando la sua Settimana Enigmistica. Quando gli viene presentato un collega d'affari di Giorgio Augusto lo apostrofa con la frase "Che bella faccia da cazzo, non ne ho mai viste così. Bravo, complimenti", provocando l'ira dell'offeso, che abbandona così la festa, e l'ira di Giorgio che con il collega pensava di concludere un affare. Nell'occasione Augusto conosce la dottoressa Camonti che lo invita a partecipare alla sua trasmissione televisiva.
Poco prima dell'inizio della trasmissione Augusto incontra il suo vecchio compagno di manicomio, Alcide che vive a Roma con l'affettuosa prostituta Ines e fa la comparsa nelle trasmissioni televisive. I due fanno un intervento clamoroso insultando il primario del manicomio nel quale erano ricoverati e denunciando alcune sevizie che accadevano all'interno dell'istituto; Carla e Giorgio, assistendo alla scena davanti alla televisione, traggono dall'episodio un ulteriore motivo di risentimento nei confronti di Augusto.
Una sera Augusto va a prendere Rosa ad una festicciola di carnevale ed invece di riportarla subito a casa si addentra con lei in una lunga passeggiata per le vie di Roma, dove incontrano uno stravagante barbone che si fa chiamare Diogene. I tre trascorrono qualche ora in osteria dove Rosa, ormai stanca e con la complicità di un bicchiere di vino rosso, cade addormentata.
Quando Augusto fa ritorno a casa viene aggredito da Carla che lo accusa di avere un'influenza negativa sulla piccola, forse anche gelosa del rapporto profondo che si è instaurato fra i due, ignara del fatto che nella mente confusa di Augusto l'affetto che prova per la piccola ha una natura molto più profonda, quasi d'amore.
Alla minaccia di Carla di riportarlo in una clinica, Augusto decide di scappare nottetempo e di rifugiarsi nel casale di Alcide, alla Bufalotta, nella periferia di Roma. Dopo qualche giorno lo raggiunge Rosa, fuggita anche lei di casa dopo che la madre l'aveva minacciata di chiuderla in collegio a seguito dell'ennesimo litigio con Deborah. I tre trascorrono qualche giorno assieme, finché una notte la polizia irrompe nel casale di Alcide portando via la bambina e lo stesso Augusto: Rosa viene trasferita in un collegio a Stresa, mentre Augusto decide di stabilirsi presso un convento di suore in Piazza Farnese.
Sei mesi dopo Augusto, recatosi a Stresa rivede Rosa, ormai adattatasi alla nuova vita, alle prese con una cotta per suo cugino, ma ancora molto legata a suo nonno. Al termine di una colazione assieme, Augusto accetta finalmente la sua condizione, accetta il fatto di essere chiamato nonno da Rosa e torna alla sua solitudine allontanandosi sulle note del Valzer dei pattinatori.

## Curiosità
- Nella scena in cui Augusto va in banca, poco prima di incontrare Margherita, la sua ex segretaria personale, c'è un cameo di Giancarlo Giannini (è l'uomo che esce da una stanza con un documento in mano e si allontana alterato).